# Jucken (Gemeinde)

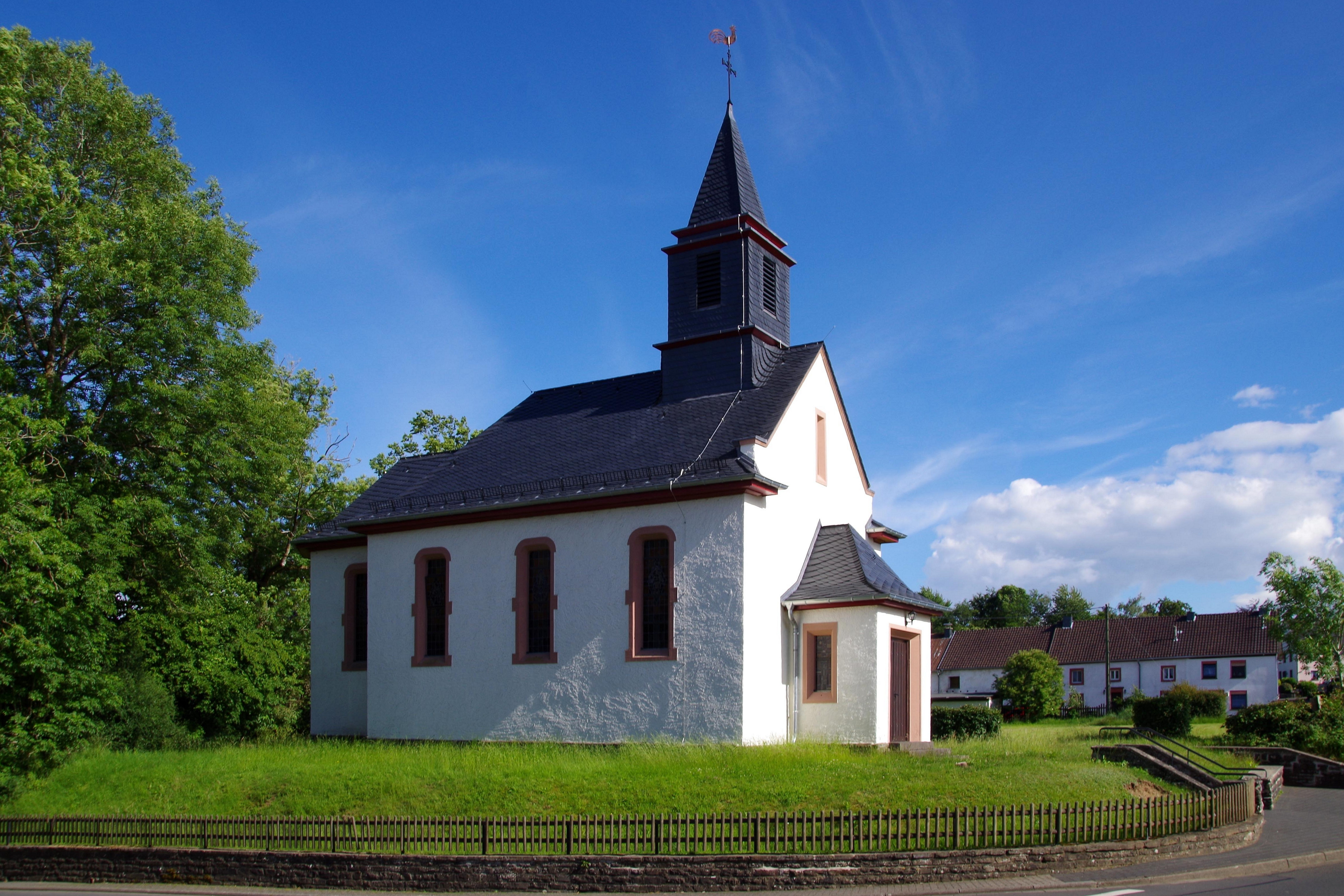
St. Valentin, Nordwestseite

Jucken ist eine Ortsgemeinde im Eifelkreis Bitburg-Prüm in Rheinland-Pfalz. Sie gehört der Verbandsgemeinde Arzfeld an.

## Geographie
Das Straßendorf liegt im Westen der Eifel und wird von der Grenze des Deutsch-Luxemburgischen Naturparks durchzogen. Die zu Jucken gehörenden Wohnplätze Enztalhof (410 m), Kockelberg (470 m) und Rothumseifen (470 m) verteilen sich über verschiedene Höhenlagen auf dem hügeligen Terrain. Ferner gehören auch die Weiler Berensrech (470 m ü. NHN) und Juckerstraße (510 m) zur Gemeinde. Zweiterer gehört nur zum Teil zur Gemeinde Jucken, teilweise liegt er auf den Gemarkungen von Karlshausen und Zweifelscheid.
66 % des Gemeindegebietes werden landwirtschaftlich genutzt, 29 % sind von Wald bestanden.
Nachbargemeinden sind Olmscheid und Kickeshausen im Norden, Emmelbaum im Osten, Zweifelscheid im Südosten, Zweifelscheid und Karlshausen im Süden sowie Daleiden im Westen.

## Geschichte
Die Besiedelung der Landschaft im Süden der Eifel hat bereits im 6. Jahrhundert stattgefunden.
Die Existenz des Ortes ist ab 1640 nachgewiesen. Damals belegten Dokumente der kirchlichen Zehntherren von Vianden das zur Pfarrei Olmscheid gehörende Dorf „Jucken“. Der Name des Ortes stammt vom althochdeutschen Wort jukan, was mit „sprossen, wachsen“ zu übersetzen ist.
Bis zum Ende des 18. Jahrhunderts gehörte Jucken zur Meierei Binscheid in der luxemburgischen Herrschaft Dasburg im Quartier Vianden.
Nach der Inbesitznahme der Österreichischen Niederlande (1794), zu denen das Herzogtum Luxemburg gehörte, und der Übernahme der französischen Verwaltungsstrukturen (1795) gehörte Jucken zur Mairie Olmscheid im Kanton Arzfeld, der verwaltungsmäßig zum Arrondissement Bitburg im Departement Wälder gehörte.
Aufgrund der Beschlüsse auf dem Wiener Kongress kam die Region 1815 an das Königreich Preußen. Unter der preußischen Verwaltung gehörte Jucken von 1816 an zur Bürgermeisterei Olmscheid im neu errichteten Kreis Prüm im Regierungsbezirk Trier.
1929 wurde der Ort an das elektrische Stromnetz, 1961 an die Kreiswasserleitung angeschlossen. Die Straßenbeleuchtung wurde 1963 installiert, die Kanalisierung erfolgte 1968.
Die 1963 errichtete und 1964 eingeweihte Schule in Jucken wurde bereits 1974 mit der Schulreform geschlossen.
Die erste Freiwillige Feuerwehr wurde 1956 eingerichtet, die 1972 ein eigenes Feuerwehrhaus erhält.
Statistik zur Einwohnerentwicklung
Die Entwicklung der Einwohnerzahl von Jucken, die Werte von 1871 bis 1987 beruhen auf Volkszählungen:
| Jahr | Einwohner |
| ---- | --------- |
| 1815 | 156       |
| 1835 | 309       |
| 1871 | 282       |
| 1905 | 300       |
| 1939 | 254       |
| 1950 | 263       |

| Jahr | Einwohner |
| ---- | --------- |
| 1961 | 208       |
| 1970 | 228       |
| 1987 | 201       |
| 2005 | 175       |
| 2017 | 177       |

## Politik

### Bürgermeister
Norbert Schenten wurde im Juni 2024 zum Ortsbürgermeister von Jucken gewählt.
Sein Vorgänger war Franz-Josef Metz seit Anfang 2016. Da bei der Direktwahl am 26. Mai 2019 kein gültiger Wahlvorschlag eingereicht wurde, oblag die Neuwahl des Bürgermeisters dem Rat. Dieser bestätigte Metz auf seiner konstituierenden Sitzung am 9. Juli 2019 für weitere fünf Jahre in seinem Amt.
Die weiteren Vorgänger waren der 2014 gewählte Alois Ludwig, der im Oktober 2015 verstarb, und zuvor Philipp Dunkel.

## Sehenswürdigkeiten

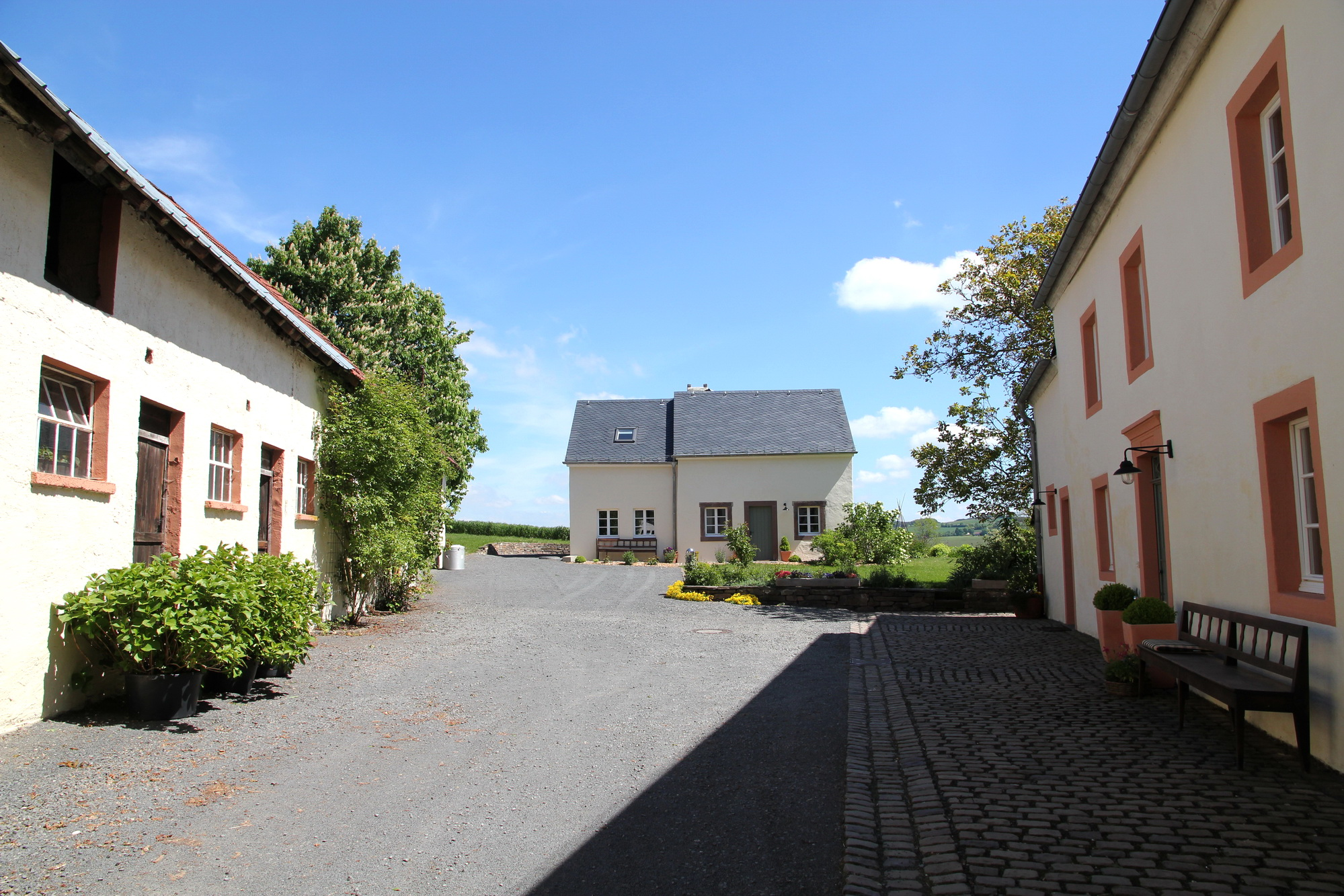
Hetzgeshof

Die heutige Juckener Kapelle wurde 1930 zu Ehren des Heiligen St. Valentin erbaut. 1956 erhielt sie eine zweite Kirchenglocke. Der denkmalgeschützte Hetzgeshof ist eine Hofanlage aus dem 18. Jahrhundert.

## Wirtschaft und Infrastruktur
Jucken ist heute eine landwirtschaftlich geprägte Wohngemeinde. Seit 1971, als noch 39 landwirtschaftliche Betriebe gezählt worden waren, hat die landwirtschaftlich genutzte Fläche vergleichsweise stark von 374 ha auf 268 ha (2007) abgenommen, die von 11 Betrieben bewirtschaftet wurden.
Der Ort wird von der in Nord-Süd-Richtung verlaufenden Landesstraße 13 durchquert, die von Leimbach nach Arzfeld führt. Die etwa 3 km nördlich von Jucken liegende Bundesstraße 410 ist ebenfalls über die L 13 zu erreichen.
Jucken ist Standort einer Freiwilligen Feuerwehr mit 11 Mitgliedern.

## Persönlichkeiten
Die bekannte deutsche Reality-TV-Teilnehmerin und Moderatorin Meike Emonts wuchs in Jucken in der Eifel auf.